# Walter Rand Transportation Center
Walter Rand Transportation Center  también conocida como Broadway es una estación en la línea River del New Jersey Transit y de la línea PATCO del Port Authority Transit Corporation. La estación se encuentra localizada en 527 Martin Luther King Blvd. en Camden, Nueva Jersey. La estación Walter Rand Transportation Center fue inaugurada el 7 de junio de 1936 y Walter Rand Transportation Center abrió el 15 de marzo de 2004. La Autoridad Portuaria del Río Delaware y el New Jersey Transit son las encargadas por el mantenimiento y administración de la estación. La estación fue nombrada por Walter Rand.

## Descripción y servicios
La estación Walter Rand Transportation Center cuenta con 1 plataforma central (PATCO) y 2 plataformas laterales (NJT) y 4 vías.  

## Conexiones
La estación es abastecida por las siguientes conexiones: 
- Rutas de autobuses de NJT Bus: 313, 315, 317, 318 (temporal), 400, 401, 402, 403, 404, 405, 406, 407, 408, 409, 410, 412, 413, 418, 419, 450, 451, 452, 453, 457 y 551.